# Dynamotaschenlampe

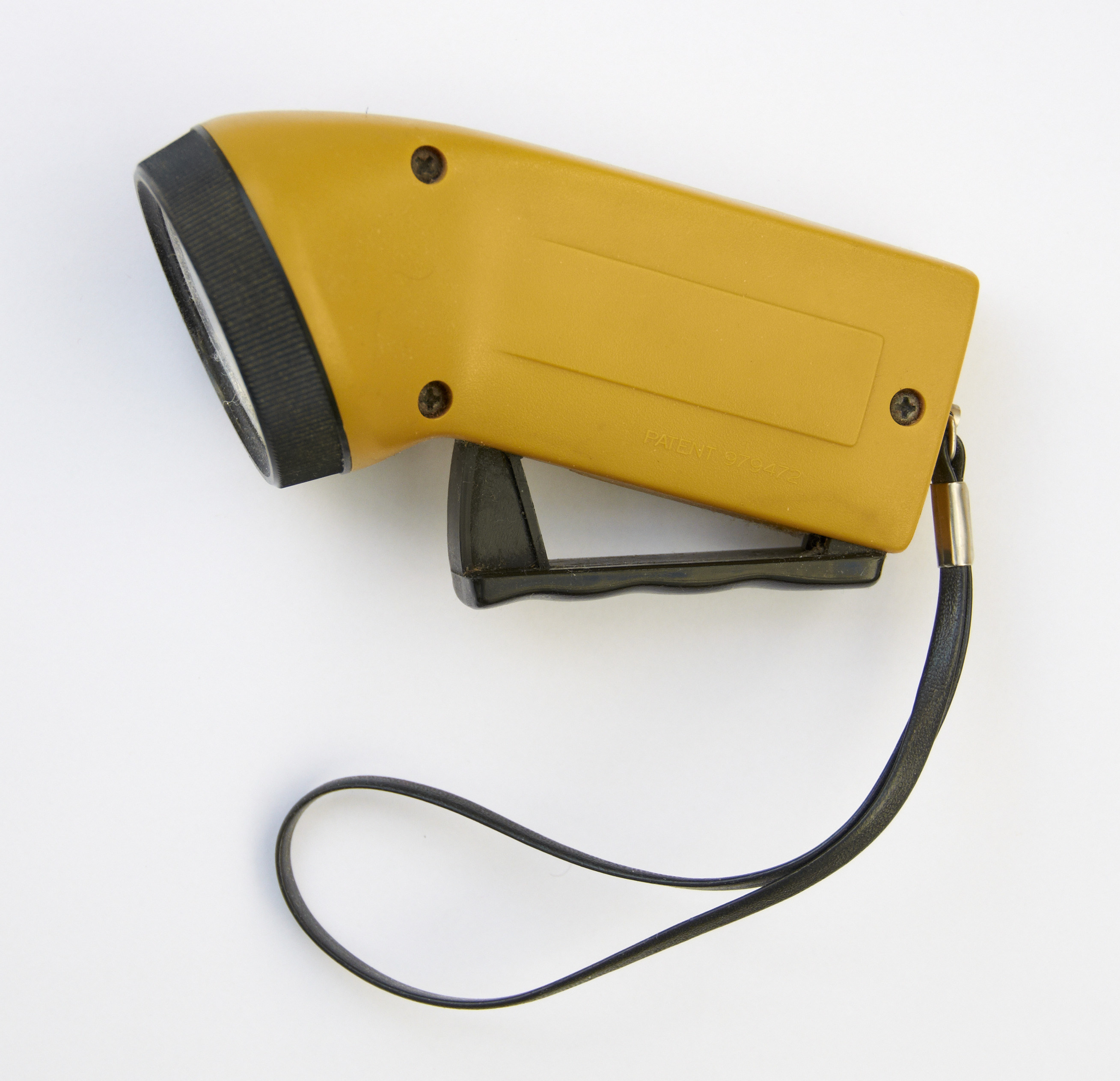
Handelsübliche Dynamotaschenlampe.
Durch wiederholtes Zusammenpressen des schwarzen Griffes mit dem Gehäuse wird der im Inneren befindliche elektrische Generator angetrieben.

Eine Dynamotaschenlampe ist eine elektrische Leuchte, die von einem kleinen elektrischen Generator durch Muskelkraft mechanisch angetrieben wird. Damit kann der Betrieb der Leuchte im Zeitraum von einigen Sekunden, bei Konstruktionen mit einem in der Leuchte integrierten kleinen Schwungrad, Kondensator oder Akkumulator als temporärem Energiespeicher bis zu einigen Minuten ermöglicht werden.
Herkömmliche Taschenlampen weisen eine Energieversorgung durch Batterien oder Akkumulatoren auf.
Erste mechanische Dynamotaschenlampen stammen aus dem Anfang des 20. Jahrhunderts, als frühe Batterien wie das Daniell-Element noch nicht lageunabhängig betrieben werden konnten. Während des Zweiten Weltkriegs und in der Nachkriegszeit waren Dynamotaschenlampen recht verbreitet, da Batterien nur schwer erhältlich waren. 

## Funktion

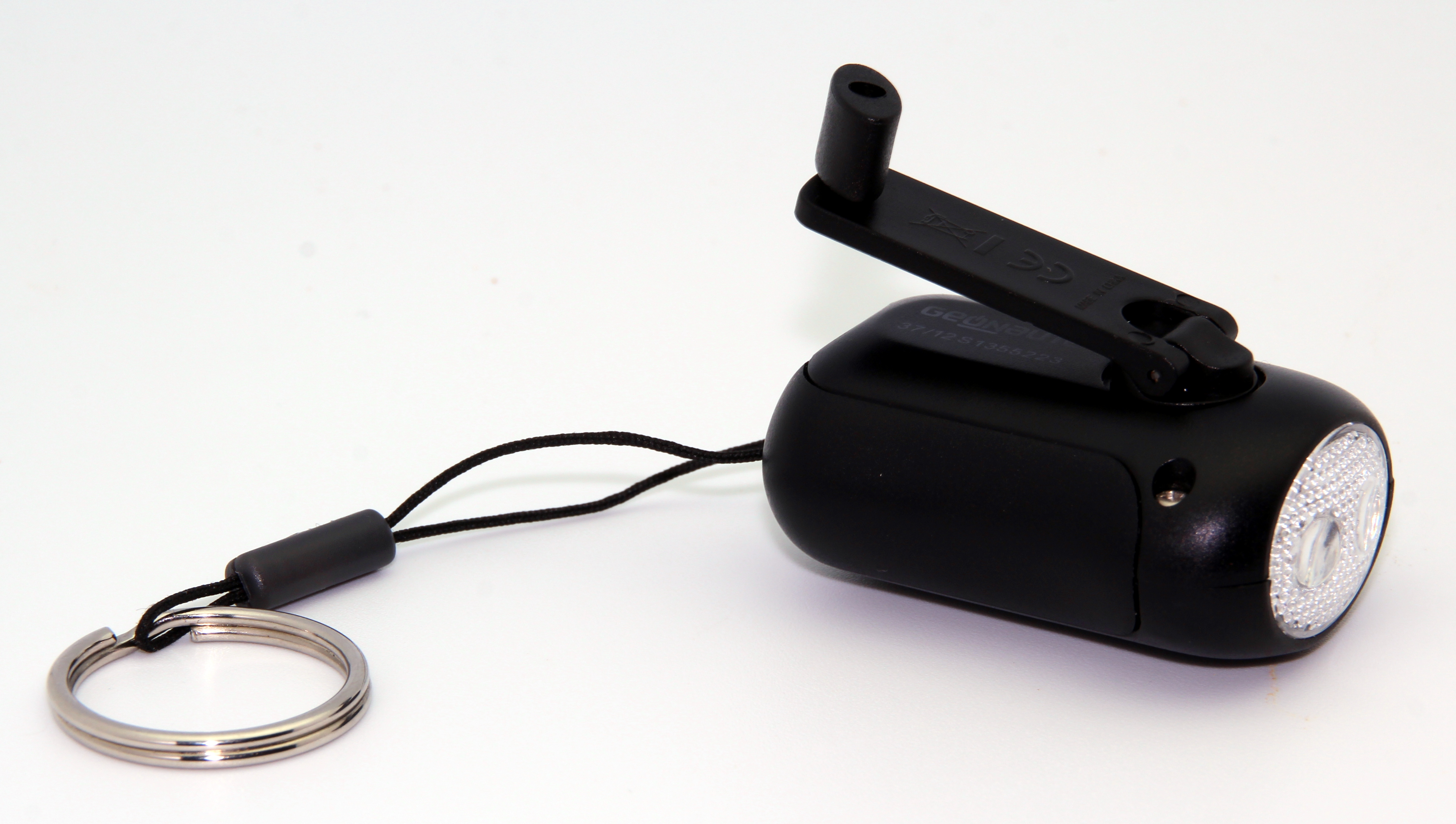
Dynamotaschenlampe mit Handkurbel

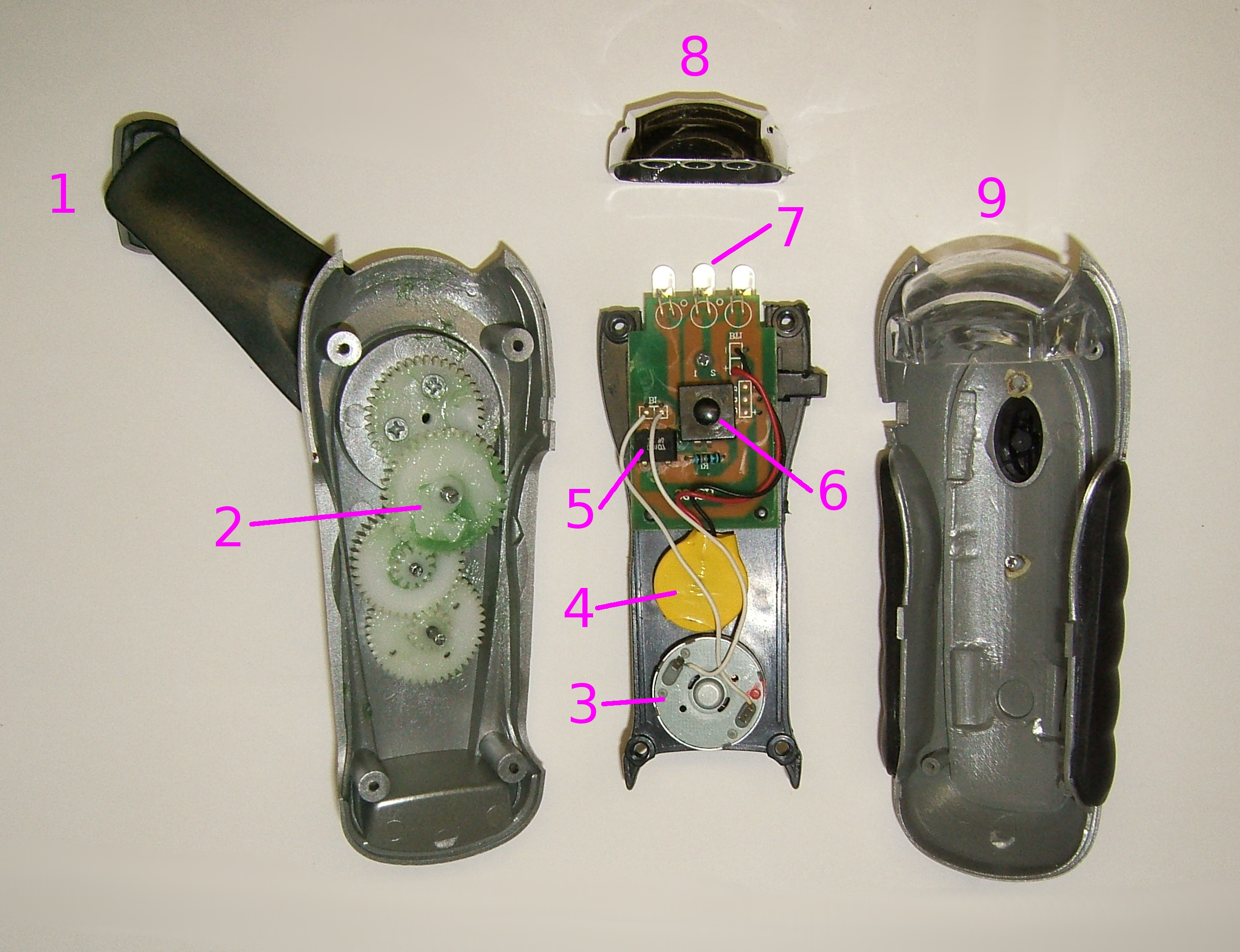
Geöffnete Dynamotaschenlampe mit Getriebe (2), Generator (3), Li-Ion-Akku (LIR 2450) zur kurzzeitigen Energiespeicherung (4) und den LEDs (7)

Für den Antrieb des Generators existieren verschiedene Verfahren. Gebräuchliche Verfahren sind ein in der Leuchte eingebauter Hebel, welcher periodisch niedergedrückt werden muss, oder eine kleine Handkurbel. Darüber hinaus existieren auch Bauformen, bei denen durch Herausziehen eines Fadens ein Schwungrad in Rotation versetzt wird, welches über einen kurzen Zeitraum den Generator antreibt.
Als Lichtquelle kommen neben kleinen Glühlampen auch LEDs und Leuchtstofflampen zur Anwendung. Die Leistung liegt in der Größenordnung um 1 W.
Der durch den Generator erzeugte Strom wird in einem Li-Ion-Akku (siehe Bild 3) oder bei teureren Modellen in einem Superkondensator gespeichert. Dadurch kann die Taschenlampe bei ausreichend langer Aufladezeit mehrere Minuten lang leuchten, ohne dass der Nutzer den Generator kontinuierlich antreiben muss. Als Lichtquelle kommen aufgrund ihrer niedrigen Leistungsaufnahme LEDs zum Einsatz. Über eine Taste lassen sich oft verschiedene Blink- und Standlicht-Modi festlegen.
Für Dynamotaschenlampen ohne Energiespeicher ist funktionsbedingt kein Schalter notwendig.

## Anwendungsbereiche
Da mechanische, rein durch Muskelkraft angetriebene Dynamotaschenlampen nicht durch die Verfügbarkeit und Funktionsfähigkeit von elektrischen Energiespeichern wie Batterien oder Akkus abhängig sind, finden sie unter anderem als Notleuchte Anwendung. Im Gegensatz zu batterie- oder akkubetriebenen Taschenlampen, deren Energiespeicher aufgrund ihrer Selbstentladung auch im ausgeschalteten Zustand kontinuierlich Leistung einbüßen, weisen dynamobetriebene Taschenlampen praktisch keine zeitlich begrenzte Lagerfähigkeit auf.
Durch den einfachen Aufbau bedingt finden sie auch in verschiedenen Formen als Anschauungs- und Experimentierobjekt im physikalischen Schulunterricht Einsatz.
Dynamotaschenlampen finden auch dort Anwendung, wo die Verfügbarkeit von handelsüblichen elektrischen Batterien nicht gewährleistet ist, wie beispielsweise in ländlichen Regionen von Afrika.